# Karl Rudolf Brommy
El contraalmirante Karl Rudolf Brommy (cambió su nombre para reflejar la pronunciación inglesa de su nombre original, Bromme) (10 de septiembre de 1804 - 9 de enero de 1860) fue un oficial naval alemán que ayudó a establecer la primera flota alemana unificada, la Reichsflotte, durante la primera guerra de Schleswig que estalló justo antes de las revoluciones de 1848 en los estados alemanes.
Durante su juventud, había servido en las armadas chilena, brasileña, y griega bajo el mando del Almirante Thomas Cochrane, 10.º Conde de Dundonald. Un hábil comandante de mar, Brommy también hizo contribuciones significativas a la educación naval alemana y la infraestructura costera.

## Primeros años y carrera
Nacido Karl Rudolf Bromme en Anger (ahora parte de Leipzig), en el  Electorado de Sajonia, fue el quinto hijo de Johann Simon Bromme y su esposa, Louise; y quedó huérfano cuando aún era un niño. En 1818, el joven recibió permiso de su tutor para convertirse en marinero; estudió en la escuela de navegación de Hamburgo e hizo su primer viaje por mar en el bergantín Heinrich. Finalmente, sirvió en varios veleros de los Estados Unidos. Durante este tiempo, el joven alteró la ortografía de su nombre a "Brommy", para que coincidiera con la pronunciación en inglés.

### Servicio en revoluciones sudamericanas y griega
En 1820, durante una estadía en la costa occidental de América del Sur, Brommy se alistó como guardiamarina en la Armada de Chile, en el momento en que fue dirigida por el noble británico Lord Cochrane, un exoficial de la Royal Navy que había logrado distinción en las Guerras napoleónicas. Cuando Brasil se convirtió en un imperio independiente en 1822, Cochrane dejó Chile para participar en la formación de la flota brasileña. Brommy lo siguió, permaneciendo en el servicio brasileño hasta 1825.
De 1827 a 1828, Cochrane dirigió la flota de guerra griega en la guerra de independencia griega  contra turcos y egipcios. Brommy también lo siguió a Grecia, ahora con el rango de Lugarteniente. Inicialmente fue el primer oficial de la fragata de 64 cañones Hellas (anteriormente Hope), luego el segundo al mando de la corbeta Hydra.
El 11 de junio de 1828, Brommy ascendió al rango de Comandante y recibió el mando de la moderna corbeta de vapor Epicheiresis (la antigua Enterprise). En el escuadrón del almirante griego Andreas Vokos Miaoulis, Brommy participó en las batallas en el Golfo de Arta, y participó en la reconquista de Mesolongi. En 1829, durante las confusiones de la tercera guerra civil griega, Miaoulis y Brommy apoyaron al bando burgués. Pronto, sin embargo, Brommy dejó Grecia y regresó a Sajonia. En Meissen, publicó una novela autobiográfica bajo el seudónimo de R. Termo.
En 1832, el príncipe bávaro Otó von Wittelsbach se convirtió en Rey de Grecia. El rey fue conducido a su nuevo reino por una delegación griega al mando del almirante Miaoulis; Brommy se unió a esta delegación y se convirtió en oficial de la armada griega. Fue nombrado comandante de varios buques de guerra, capitán de puerto del Pireo, y jefe de la corte de almirantazgo. Más tarde se convirtió en el primer comandante de la escuela naval en el Pireo. En 1845, Brommy solicitó el traslado al rey prusiano Federico Guillermo IV a la armada prusiana, pero esta solicitud fue denegada.

## Organizando la primera armada alemana

Bandera de guerra de la Reichsflotte

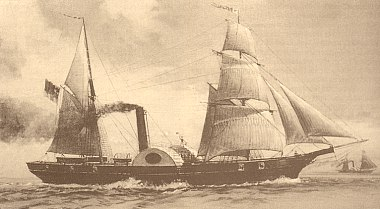
Buque Barbarroja

Después de los eventos revolucionarios de 1848, el clamor se hizo más fuerte en todos los estados alemanes por la creación de una marina puramente alemana (Deutsche Marine), que fue fundada el 4 de junio de 1848 como la Reichsflotte. En una carta del 23 de julio de 1848 dirigida a Heinrich von Gagern,  Presidente de la Asamblea Nacional Fráncfort, Brommy ofreció su ayuda para construir una flota alemana. En una respuesta del 4 de noviembre de 1848, el ministro de Comercio, Duckwitz, le ordenó que viniera a Frankfurt am Main, donde Brommy llegó a fin de año.
Al principio, Brommy trabajó en la Comisión Técnica Marítima del departamento naval de la Asamblea (Marineabteilung). Después de que el jefe del departamento, el Príncipe Adalberto de Prusia , fuera removido de esta posición por el Rey de Prusia, Brommy se hizo cargo de la oficina.
El 18 de marzo de 1849, Brommy se convirtió en Comandante en Jefe de la Flotilla del Mar del Norte con su buque insignia Barbaroja en Brake, Baja Sajonia . El puerto marítimo de Brake se convirtió en ese momento en la base naval provisional de la primera flota alemana. Brommy emprendió la fortificación militar de esta base por medio de la flotilla de Hamburgo.
En 1849, en Berlín, Brommy publicó su "Manual Naval" ( Lehrbuch der Marine), un manual fácil de entender para educar a todos los niveles de la gente de mar.

### La Batalla de Heligoland (1849)
Al comienzo de la guerra contra Dinamarca (la "Primera Guerra de Schleswig"), Brommy (ahora ascendido a capitán (Kapitän zur See) se convirtió en jefe del depósito naval en Bremerhaven, que sirvió como arsenal para la creciente flota. Pese a problemas de personal y financieros, Brommy logró establecer una pequeña flota para la guerra contra Dinamarca. Esta flota estaba compuesta inicialmente por nueve barcos de vapor en condiciones de navegar, dos veleros y 27 cañoneras (Ruderkanonenboote). Debido a la escasez de personal nativo, Brommy fue obligado a llenar las filas de los oficiales superiores en gran parte con británicos y belgas.
La única acción de guerra de la flota alemana bajo Brommy, la Batalla de Heligoland (1849) contra los daneses terminó el 4 de junio de 1849, con la ruptura de la batalla antes de llegar al territorio británico de Heligoland, para evitar un conflicto con Gran Bretaña.

### Promoción de rango
El 23 de noviembre de 1849, las "Autoridades Centrales Provisionales" establecidas por el Parlamento de Frankfurt designaron a Brommy para el rango de contralmirante. El nombramiento fue hecho por el archiduque Juan de Austria (1782-1859), el vicario imperial (Reichsverweser).

### Disolución de la flota
En los días siguientes, Brommy se ocupó aún más con el desarrollo de la flota, pero se encontró con la oposición de los poderes gobernantes reaccionarios. En 1850, se reestableció la Confederación Alemana. Sin embargo, el 2 de abril de 1852, la dieta federal de la Confederación Alemana en Fráncfort del Meno, ante la insistencia de Prusia, decidió disolver la primera flota alemana en Brake. Lorenz Hannibal Fischer fue el político designado como comisionado federal para supervisar el desmantelamiento naval.
En esta situación, Brommy se preparó para defender a colegas y subordinados que fueron amenazados con el despido. Los barcos de la flota se vendieron en el mismo año, la mayoría de ellos por menos de su verdadero valor. Dos barcos modernos fueron adquiridos por Prusia. El 31 de marzo de 1853, Brommy firmó la orden de disolución. Así, el 1 de abril, con el desmantelamiento de todas las autoridades navales, y la liberación del personal aún en servicio, terminó la historia de la primera armada alemana.
En ese momento difícil de su vida, Brommy encontró felicidad personal en su matrimonio con Caroline Gross, la hija de un comerciante y dueño de un hotel de Brake.
El contraalmirante Brommy partió el 30 de junio de 1853. De la Confederación alemana recibió un pago único de 2.500 táleros.  Poco tiempo después, recibió una pensión mensual de 125 taleros por la duración de su desempleo. Su oferta de servicio a la armada prusiana fue rechazada.

## Carrera tardía y muerte
En junio de 1857, Brommy asumió el cargo de asesor técnico en la armada imperial austriaca en Venecia, pero se vio obligado a renunciar al cargo después de unos meses debido a problemas de salud. Decepcionado, regresó con su esposa e hijo a Alemania y se estableció en St. Magnus, cerca de Bremen donde murió el 9 de enero de 1860. Cubierto con la bandera negra-roja-dorada de su buque insignia Barbarroja , el ataúd de Brommy fue llevado en el barco de vapor Merkur al cementerio de la aldea Kirchhammelwarden (hoy un distrito de Brake) para su entierro.

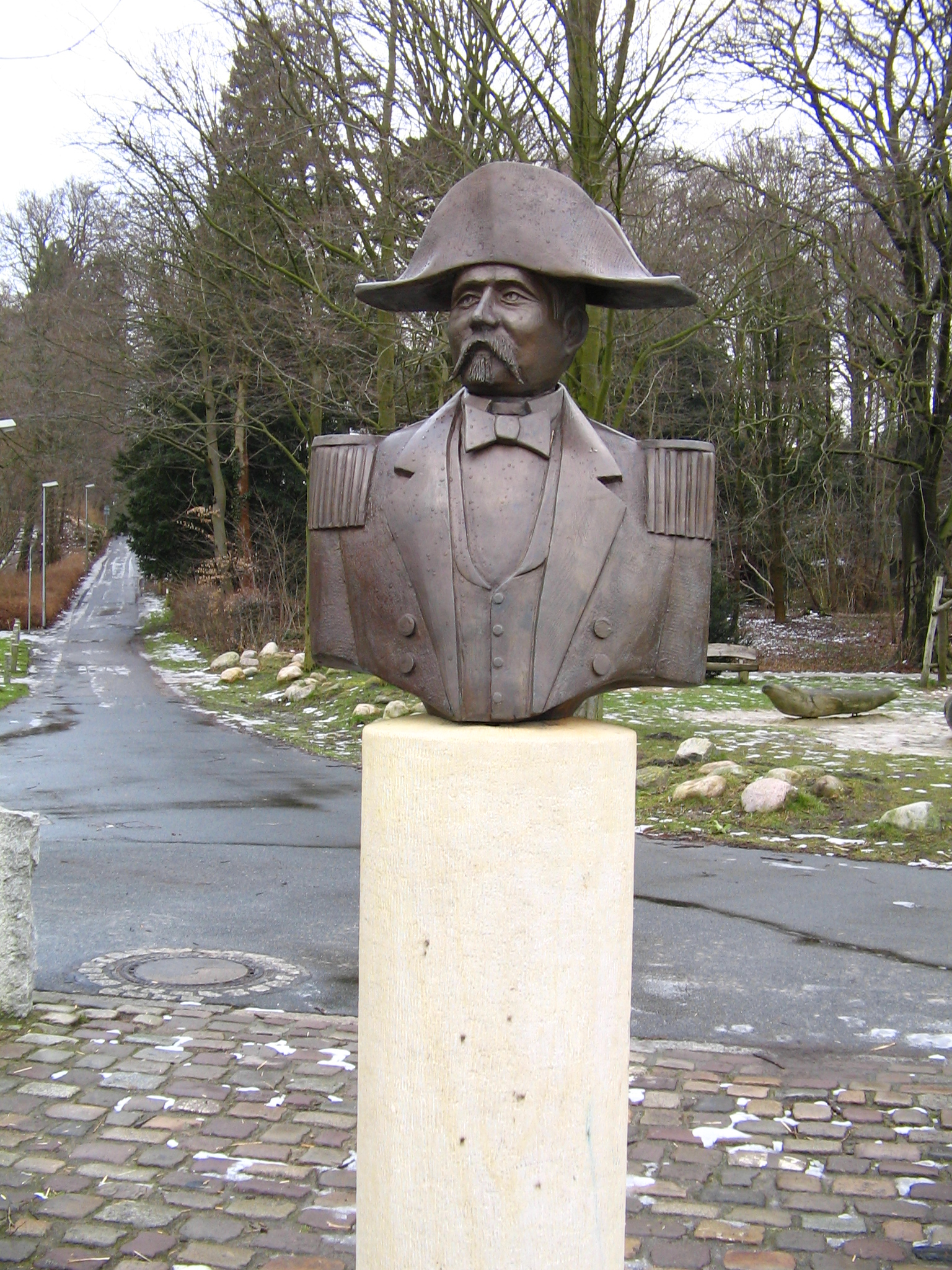
Busto de Brommy en St. Magnus en Bremen